# SIRT5
SIRT5 (англ. Sirtuin 5) – білок, який кодується однойменним геном, розташованим у людей на короткому плечі 6-ї хромосоми. Довжина поліпептидного ланцюга білка становить 310 амінокислот, а молекулярна маса — 33 881.
| 10         |  | 20         |  | 30         |  | 40         |  | 50         |
| ---------- |  | ---------- |  | ---------- |  | ---------- |  | ---------- |
| MRPLQIVPSR |  | LISQLYCGLK |  | PPASTRNQIC |  | LKMARPSSSM |  | ADFRKFFAKA |
| KHIVIISGAG |  | VSAESGVPTF |  | RGAGGYWRKW |  | QAQDLATPLA |  | FAHNPSRVWE |
| FYHYRREVMG |  | SKEPNAGHRA |  | IAECETRLGK |  | QGRRVVVITQ |  | NIDELHRKAG |
| TKNLLEIHGS |  | LFKTRCTSCG |  | VVAENYKSPI |  | CPALSGKGAP |  | EPGTQDASIP |
| VEKLPRCEEA |  | GCGGLLRPHV |  | VWFGENLDPA |  | ILEEVDRELA |  | HCDLCLVVGT |
| SSVVYPAAMF |  | APQVAARGVP |  | VAEFNTETTP |  | ATNRFRFHFQ |  | GPCGTTLPEA |
| LACHENETVS |  |            |  |            |  |            |  |            |

A: Аланін

C: Цистеїн

D: Аспарагінова кислота

E: Глутамінова кислота

F: Фенілаланін

G: Гліцин

H: Гістидин

I: Ізолейцин

K: Лізин

L: Лейцин

M: Метіонін

N: Аспарагін

P: Пролін

Q: Глутамін

R: Аргінін

S: Серин

T: Треонін

V: Валін

W: Триптофан

Кодований геном білок за функцією належить до гідролаз. 
Задіяний у такому біологічному процесі, як альтернативний сплайсинг. 
Білок має сайт для зв'язування з НАД, іонами металів, іоном цинку. 
Локалізований у цитоплазмі, ядрі, мітохондрії.